# Cueva del Callao
Cueva del Callao es una cueva con siete cámaras ubicadas en la provincia de Cagayán en el noreste de la isla Luzón en Filipinas. Es uno de los atractivos turísticos más conocidos de la provincia. Se encuentra en los barangays de Magdalo y Quibal, Peñablanca, cerca de la ciudad de Tuguegarao, la capital de la provincia de Cagayán.
Tiene una catedral natural situada en la primera cámara, que se convirtió en una capilla para la población local. Las condiciones dentro de la cueva formaron estalactitas y estalagmitas, sobre todo en las cámaras más profundas.
Cada cámara tiene grietas naturales, que dejan pasar la luz a la cueva, esto sirve como iluminación de otras áreas, de otra manera más oscuras.

## Homo luzonensis
El hombre de Callao (Homo luzonensis) hace referencia a los restos fosilizados descubiertos en la cueva en 2007. 